# Olof Celsius el joven
Olof Celsius el joven (nació en Upsala (provincia de Uppland) en 1716 y murió en 1794), historiador, político y obispo luterano sueco, miembro de la Academia Sueca (desde 1786 con el asiento N.º 3).

## Biografía
Olof Celsius el joven fue el hijo del botánico, teólogo y orientalista Olof Celsius el mayor (1670-1756) y el primo carnal del astrónomo Anders Celsius (1701-1744). Obtuvo su doctorado en Filosofía en 1740 y su habilitación como profesor en 1742. En 1752 se doctoró en Teología, siendo obispo de la diócesis de Lund a partir de 1777.
- Datos: Q896571
- Multimedia: Olof Celsius den yngre / Q896571